# Hiroshi Hirata
Hiroshi Hirata (japonès: 平田 弘史)  (Tòquio, 9 de febrer de 1937 - 11 de desembre de 2021) fou un mangaka que ha escrit mangues principalment sobre samurais.
El seu estil era cruament violent i realista. Les onomatopeies les escrivia a mà i en els últims temps estava creant còmics utilitzant un ordinador. Debutà el 1958 amb Aizou Hissatsu Ken. Els seus còmics ja eren coneguts a Europa abans que hi fossin publicats. Yukio Mishima considerà els còmics de Hiroshi en alta estima i els contrastava amb els altres mangues com als únics exemples d'art seriós. Publicà dos còmics creats específicament per als Estats Units. El 2003 rebé el premi Lleó d'Argent a la Mostra de Venècia per la millor realització a la pel·lícula basada en el seu còmic Zatoichi. El 2009, Bandai va traure un podòmetre amb art fet per Hiroshi Hirata.
S'han publicat obres seves a Espanya i França.
Influí a Katsuhiro Otomo.

## Obres
- 1958: Aizou Hissatsu Ken (publicat a la revista Mazou)
- Kubi Dai Hikiukenin[2]
- 1977-1982: Satsuma Gishiden[7]
- Bushido Muzanden series
- Kuroda Sanjyu rockei
- Shin kubi dairinin[2]
- Two Samurai, dins l'antologia Manga
- 1987: Samurai: Son of Death, col·laboració feta amb Sharman DiVono[3]